# محطة الخدمة المدارية الروسية
محطة الخدمة المدارية الروسية هي محطة فضاء مدارية روسية مقترحة من المقرر أن يبدأ بناؤها في عام 2026.